# Coupe panaméricaine de marche
La Coupe panaméricaine de marche (en espagnol, Copa Panamericana de Marcha) est une compétition de marche biennale qui réunit les marcheurs des Amériques. Elle est organisée par l'Association of Panamerican Athletics (APA) depuis 1984 et comprend des épreuves seniors (masculines et féminines) ainsi que des épreuves juniors.

## Éditions
| Année | Site                               | Pays       | Date            |
| ----- | ---------------------------------- | ---------- | --------------- |
| 1984  | Bucaramanga, Santander             | Colombie   | 3–4 novembre    |
| 1986  | Saint-Léonard (Québec)             | Canada     | 3–4 octobre     |
| 1988  | Mar del Plata, Buenos Aires        | Argentine  | 12–13 novembre  |
| 1990  | Xalapa, Veracruz                   | Mexique    | 27–28 octobre   |
| 1992  | Guatemala                          | Guatemala  | 17–18 octobre   |
| 1994  | Atlanta                            | États-Unis | 23–24 septembre |
| 1996  | Manaus, Amazonas                   | Brésil     | 21–22 septembre |
| 1998  | Miami, Floride                     | États-Unis | 3–4 octobre     |
| 2000  | Poza Rica, Veracruz                | Mexique    | 8–9 avril       |
| 2001  | Cuenca, Azuay                      | Équateur   | 27–28 octobre   |
| 2003  | Chula Vista (Californie) (20 km)   | États-Unis | 15 mars         |
| 2003  | Tijuana, Basse-Californie (50 km)  | Mexique    | 9 mars          |
| 2005  | Lima                               | Pérou      | 7–8 mai         |
| 2007  | Balneário Camboriú, Santa Catarina | Brésil     | 21–22 avril     |
| 2009  | San Salvador                       | Salvador   | 1–2 mai         |
| 2011  | Envigado, Antioquia                | Colombie   | 26–27 mars      |
| 2013  | Guatemala                          | Guatemala  | 25–26 mai       |
| 2015  | Arica                              | Chili      | 9–11 mai        |